# Stormvogels in het seizoen 1958/59
Het seizoen 1958/1959 was het vijfde jaar in het bestaan van de IJmuidense betaaldvoetbalclub Stormvogels. De club kwam uit in de Eerste divisie B en eindigde daarin op de tweede plaats.

## Wedstrijdstatistieken

### Eerste divisie B
|       | Excelsior | GVAV  | Helmondia '55 | Heracles | Hermes DVS | HVC   | KFC   | RBC   | RCH   | Rigtersbleek | Roda Sport | Sittardia | Vitesse | De Volewijckers |
| ----- | --------- | ----- | ------------- | -------- | ---------- | ----- | ----- | ----- | ----- | ------------ | ---------- | --------- | ------- | --------------- |
| Thuis | 1 – 1     | 0 – 2 | 4 – 3         | 5 – 4    | 3 – 1      | 2 – 3 | 1 – 1 | 5 – 2 | 3 – 2 | 0 – 1        | 4 – 0      | 0 – 1     | 6 – 2   | 4 – 1           |
| Uit   | 4 – 5     | 2 – 3 | 1 – 1         | 3 – 5    | 0 – 0      | 0 – 5 | 1 – 2 | 0 – 4 | 2 – 4 | 0 – 6        | 3 – 1      | 0 – 1     | 1 – 1   | 0 – 0           |

## Statistieken Stormvogels 1958/1959

### Eindstand Stormvogels in de Nederlandse Eerste divisie B 1958 / 1959
| Stand | Gespeeld | Gewonnen | Gelijk | Verloren | Punten | Doelpunten voor | Doelpunten tegen |
| ----- | -------- | -------- | ------ | -------- | ------ | --------------- | ---------------- |
| 2e    | 28       | 17       | 6      | 5        | 40     | 76              | 41               |

### Topscorers
| #                    | Naam                | Goal |
| -------------------- | ------------------- | ---- |
| 1.                   | Henk Groot          | 21   |
| 2.                   | Cees Groot          | 11   |
| 2.                   | Henk Janssen        | 11   |
| 4.                   | Toon de Boer        | 7    |
| 5.                   | Cor Brom            | 5    |
| 5.                   | Hans van Doorneveld | 5    |
| 5.                   | Jan Luppens         | 5    |
| 8.                   | Ben Freriks         | 3    |
| 8.                   | Gouke van der Meer  | 3    |
| 10.                  | Jan Tol             | 2    |
| 11.                  | Henk Snoeks         | 1    |
| Onbekende doelpunten |                     |      |
| –                    | Onbekend            | 2    |
| Totaal               | Totaal              | 76   |

| #      | Naam   | Goal |
| ------ | ------ | ---- |
| .      | [[]]   |      |
| .      | [[]]   |      |
| .      | [[]]   |      |
| Totaal | Totaal | '    |